# 정헌주
정헌주(鄭憲柱, 1915년 9월 23일 ~ 1999년 5월 21일)는 대한민국의 정치인이다. 본관은 진주이며, 경상남도 고성군 출신이다.

## 생애
1915년 경상남도 고성군에서 태어났다. 1935년 휘문고등보통학교를 졸업한 뒤 1941년 일본 주오대학교 (中央大學校) 법학부를 졸업하였다. 1948년부터 1950년까지 삼천포중학교, 삼천포여자중학교 교장을 역임하였다. 1950년 제2대 국회의원 선거에서 무소속으로 경상남도 사천군 선거구에 출마하여 당선되었다. 이듬해인 1951년부터 남양학회(남양중학교) 이사장을 역임하였다. 
1952년 국회에서 헌법기초위원에 선임되었고, 민주당에 입당해 경남도당 부위원장 겸 사천군당위원장을 역임하였으며, 1952년 부산정치파동 때는 국제공산당 혐의로 투옥됐다. 1958년부터 1960년까지 민주당 소속으로 제4대 민의원이 되고, 1960년 내각책임제개헌안 기초위원장을 역임하였다. 같은 해 민주당 소속 제5대 민의원으로 당선됨으로써 3선의원이 되었다.
1960년 8월부터 9월까지 장면 내각의 교통부 장관을 역임했다. 이어 1960년 9월부터 1961년 5·16군사정변 전까지 국무원 사무처장을 지냈다. 민주당 구파 출신이었으나 뒤에 정파를 초월하여 장면의 최측근이 됐다. 1971년부터 1973년까지 신민당 전국구 의원으로 제8대 국회에 진출했으며, 1973년부터 1979년까지 신민당 소속으로 진주·삼천포·진양·사천 지역에서 제9대 국회의원을 역임하여 5선을 기록했다. 1985년부터 1988년 1월까지 민주화추진협의회 지도위원을 지냈다.

## 약력
- 일본 주오 대학 법학부 졸업
- 남양학원 이사장
- 1948년 5월 10일 : 제헌 국회의원(경남 사천) 낙선
- 1960년 : 내각책임제 개헌안 기술위원회 위원장
- 제2공화국 헌법기초위원장
- 제10대 교통부 장관
- 국무원 사무처장
- 1961년 : 5.16으로 사퇴
- 1967년 : 신민당 창당에 참가
- 1967년 : 신민당 정책심의위원회 의장
- 신민당 경상남도 당위원장
- 1976년 : 신민당 전당대회 의장
- 민주당ㆍ신민당 정책심의회의장
- 제28차 UN총회 한국대표
- 제61차 IPU 한국대표이사
- 신민당 전당대회의장
- 운석 장면 기념사업회 회장

## 최범술이 등장한 작품
- 김호영 - MBC 제2공화국

## 같이 보기
- 제2공화국
- 제1공화국
- 국무원
- 국토건설단
- 장면
- 윤보선
- 곽상훈
- 선우종원
- 송원영
- 김판술
- 박순천
- 장준하
- 정일형
- 현석호

## 역대 선거 결과
|  | 23.68% |

|  | 18.65% |

|  | 33.50% |

|  | 56.23% |

|  | 49.62% |

|  | 11.93% |

|  | 44.4% |

|  | 17.90% |

|  | 11.93% |

## 참고 자료
- 정헌주 - 대한민국헌정회
- “역대 정부부처 장차관 - 건설교통부”. 동아일보. 2007년 8월 9일에 원본 문서에서 보존된 문서. 2008년 2월 25일에 확인함.

| 전임 석상옥 | 제10대 교통부 장관 1960년 8월 23일 ~ 1960년 9월 12일 | 후임 박해정 |

| 전임 오위영 | 제9대 국무원 사무처장 1960년 9월 12일 ~ 1961년 5월 18일 | 후임 (내각사무처장) 김병삼 |